# Stegastes limbatus
Stegastes limbatus, thường được gọi là cá thia Ebony, là một loài cá biển thuộc chi Stegastes trong họ Cá thia. Loài này được mô tả lần đầu tiên vào năm 1830.

## Phân bố và môi trường sống
S. limbatus được phân bố ở phía tây Ấn Độ Dương, và chỉ được tìm thấy tại Madagascar, Reunion và Mauritius. S. limbatus thường sống ở khu vực nước nông, xung quanh các rạn san hô hoặc những bãi đá ngầm ven bờ, ở độ sâu khoảng 2 m trở lại.

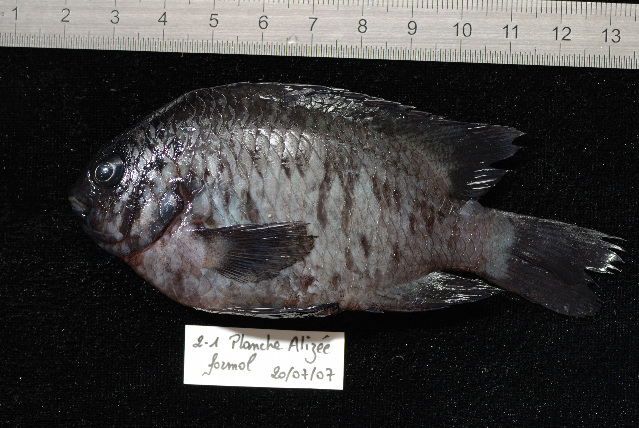
Một cá thể Stegastes limbatus

## Mô tả
S. limbatus trưởng thành dài khoảng 15 cm. Toàn thân của S. limbatus có màu xanh đen, kể cả các vây. Lớp vảy lớn có viền đen. Các vảy trên gáy và hai bên đầu thường có màu xanh lam. Môi có màu hơi trắng. Có một đốm nhỏ màu đen ở gần đường bên. Một dải rộng màu trắng đôi khi có mặt ở giữa hai bên thân.
Số ngạnh ở vây lưng: 12 - 13; Số vây tia mềm ở vây lưng: 15 - 17; Số ngạnh ở vây hậu môn: 2; Số vây tia mềm ở vây hậu môn: 12 - 14.
Thức ăn của S. limbatus chủ yếu là rong tảo và các vụn hữu cơ. S. limbatus sinh sản theo cặp, trứng bám dính vào đáy biển và được bảo vệ bởi cá đực.